# Convocazioni per il campionato europeo maschile under 21 di calcio 2025
Elenco dei giocatori convocati al Campionato europeo di calcio Under-21 2025 da ciascuna Nazionale partecipante.
Le liste ufficiali, composte da ventitré giocatori (di cui tre portieri), dovranno essere presentate alla UEFA entro 7 giorni dall'inizio del torneo. Fino a ventiquattro ore prima della partita d'esordio della squadra, tuttavia, è ancora ammessa la possibilità di sostituire uno o più convocati in caso di infortunio che ne pregiudichi la disputa del torneo.
Sono selezionabili i giocatori nati dopo il 1º gennaio 2002.
L'età dei giocatori, il numero di presenze e i gol sono relativi all'11 giugno 2025, data di inizio della manifestazione.

## Gruppo A

### Italia
Commissario tecnico:  Carmine Nunziata
Lista dei 23 convocati resa nota il 4 giugno 2025.
| N. | Pos. | Giocatore              | Data nascita (età)          | Pres. | Reti | Squadra    |
| -- | ---- | ---------------------- | --------------------------- | ----- | ---- | ---------- |
| 1  | P    | Sebastiano Desplanches | 11 marzo 2003 (22 anni)     | 13    | 0    | Palermo    |
| 2  | D    | Mattia Zanotti         | 11 febbraio 2003 (22 anni)  | 15    | 0    | Lugano     |
| 3  | D    | Matteo Ruggeri         | 11 luglio 2002 (22 anni)    | 12    | 0    | Atalanta   |
| 4  | C    | Matteo Prati           | 28 dicembre 2003 (21 anni)  | 11    | 1    | Cagliari   |
| 5  | D    | Lorenzo Pirola         | 20 febbraio 2002 (23 anni)  | 22    | 3    | Olympiacos |
| 6  | D    | Daniele Ghilardi       | 6 gennaio 2003 (22 anni)    | 12    | 1    | Verona     |
| 7  | C    | Cher Ndour             | 27 luglio 2004 (20 anni)    | 17    | 2    | Fiorentina |
| 8  | C    | Cesare Casadei         | 10 gennaio 2003 (22 anni)   | 12    | 3    | Torino     |
| 9  | A    | Giuseppe Ambrosino     | 10 settembre 2003 (21 anni) | 7     | 1    | Frosinone  |
| 10 | A    | Wilfried Gnonto        | 5 novembre 2003 (21 anni)   | 13    | 5    | Leeds Utd  |
| 11 | C    | Tommaso Baldanzi       | 23 marzo 2003 (22 anni)     | 8     | 4    | Roma       |
| 12 | P    | Gioele Zacchi          | 10 luglio 2003 (21 anni)    | 6     | 0    | Latina     |
| 13 | D    | Michael Kayode         | 10 luglio 2004 (20 anni)    | 4     | 0    | Brentford  |
| 14 | C    | Giovanni Fabbian       | 14 gennaio 2003 (22 anni)   | 14    | 4    | Bologna    |
| 15 | D    | Diego Coppola          | 28 dicembre 2003 (21 anni)  | 7     | 0    | Verona     |
| 16 | D    | Riccardo Turicchia     | 5 febbraio 2003 (22 anni)   | 9     | 0    | Juventus   |
| 17 | A    | Luca Koleosho          | 15 settembre 2004 (20 anni) | 4     | 0    | Burnley    |
| 18 | C    | Issa Doumbia           | 16 ottobre 2003 (21 anni)   | 2     | 0    | Venezia    |
| 19 | D    | Gabriele Guarino       | 14 aprile 2004 (21 anni)    | 1     | 0    | Carrarese  |
| 20 | C    | Niccolò Pisilli        | 23 settembre 2004 (20 anni) | 9     | 0    | Roma       |
| 21 | C    | Jacopo Fazzini         | 16 marzo 2003 (22 anni)     | 3     | 0    | Empoli     |
| 22 | P    | Jacopo Sassi           | 24 luglio 2003 (21 anni)    | 3     | 0    | Modena     |
| 23 | C    | Alessandro Bianco      | 1º ottobre 2002 (22 anni)   | 6     | 1    | Monza      |

### Romania
Commissario tecnico:  Daniel Pancu
Lista dei 23 convocati resa nota il 5 giugno 2025.
| N. | Pos. | Giocatore          | Data nascita (età)          | Pres. | Reti | Squadra         |
| -- | ---- | ------------------ | --------------------------- | ----- | ---- | --------------- |
| 1  | P    | Răzvan Sava        | 21 giugno 2002 (22 anni)    | 11    | 0    | Udinese         |
| 2  | D    | Dan Sîrbu          | 22 aprile 2003 (22 anni)    | 4     | 0    | Farul Costanza  |
| 3  | D    | Cristian Ignat     | 29 gennaio 2003 (22 anni)   | 12    | 0    | Rapid Bucarest  |
| 4  | D    | Costin Amzăr       | 11 luglio 2003 (21 anni)    | 5     | 0    | Al-Nasr         |
| 5  | D    | Ümit Akdağ         | 6 ottobre 2003 (21 anni)    | 7     | 1    | Tolosa          |
| 6  | D    | Matei Ilie         | 11 dicembre 2002 (22 anni)  | 9     | 2    | CFR Cluj        |
| 7  | C    | Ianis Stoica       | 8 dicembre 2002 (22 anni)   | 15    | 3    | Hermannstadt    |
| 8  | C    | Constantin Grameni | 23 ottobre 2002 (22 anni)   | 20    | 3    | Rapid Bucarest  |
| 9  | A    | Louis Munteanu     | 16 giugno 2002 (22 anni)    | 17    | 5    | CFR Cluj        |
| 10 | C    | Octavian Popescu   | 27 dicembre 2002 (22 anni)  | 16    | 2    | FCSB            |
| 11 | D    | Andrei Borza       | 12 novembre 2005 (19 anni)  | 11    | 2    | Rapid Bucarest  |
| 12 | P    | Otto Hindrich      | 2 agosto 2002 (22 anni)     | 4     | 0    | CFR Cluj        |
| 13 | D    | Matteo Duțu        | 23 novembre 2005 (19 anni)  | 3     | 0    | Milan           |
| 14 | C    | Zoran Mitrov       | 29 gennaio 2002 (23 anni)   | 1     | 0    | Botoșani        |
| 15 | C    | Cătălin Vulturar   | 9 marzo 2004 (21 anni)      | 9     | 1    | Rapid Bucarest  |
| 16 | D    | Tony Strata        | 07 settembre 2004 (20 anni) | 3     | 0    | Ajaccio         |
| 17 | C    | Marius Corbu       | 7 maggio 2002 (23 anni)     | 18    | 1    | APOEL           |
| 18 | A    | Rareș Burnete      | 31 gennaio 2004 (21 anni)   | 4     | 0    | Lecce           |
| 19 | C    | Rareș Ilie         | 19 aprile 2003 (22 anni)    | 12    | 3    | Catanzaro       |
| 20 | C    | Ovidiu Perianu     | 16 aprile 2002 (23 anni)    | 7     | 0    | Unirea Slobozia |
| 21 | C    | Cristian Mihai     | 23 settembre 2004 (20 anni) | 4     | 2    | UTA Arad        |
| 22 | A    | Vladislav Blănuță  | 12 gennaio 2002 (23 anni)   | 6     | 0    | U Cluj          |
| 23 | P    | Vlad Rafailă       | 17 febbraio 2005 (20 anni)  | 1     | 0    | Lecce           |

### Slovacchia
Commissario tecnico:  Jaroslav Kentoš
Lista dei 23 convocati resa nota il 4 giugno 2023.
| N. | Pos. | Giocatore        | Data nascita (età)          | Pres. | Reti | Squadra           |
| -- | ---- | ---------------- | --------------------------- | ----- | ---- | ----------------- |
| 1  | P    | Ľubomír Belko    | 4 febbraio 2002 (23 anni)   | 17    | 0    | Žilina            |
| 2  | D    | Jakub Jakubko    | 24 agosto 2004 (20 anni)    | 12    | 0    | VSS Košice        |
| 3  | D    | Filip Mielke     | 9 aprile 2005 (20 anni)     | 5     | 0    | Podbrezová        |
| 4  | D    | Adam Obert       | 23 agosto 2002 (22 anni)    | 15    | 0    | Cagliari          |
| 5  | D    | Dominik Javorček | 2 novembre 2002 (22 anni)   | 22    | 2    | Holstein Kiel     |
| 6  | A    | Dominik Hollý    | 11 novembre 2003 (21 anni)  | 8     | 0    | Jablonec          |
| 7  | A    | Tomáš Suslov     | 7 giugno 2002 (23 anni)     | 4     | 1    | Verona            |
| 8  | C    | Martin Šviderský | 4 ottobre 2002 (22 anni)    | 23    | 0    | Almería           |
| 9  | A    | Roman Čerepkai   | 6 aprile 2002 (23 anni)     | 20    | 3    | VSS Košice        |
| 10 | C    | Sebastian Nebyla | 25 gennaio 2002 (23 anni)   | 33    | 4    | Jablonec          |
| 11 | C    | Artur Gajdoš     | 20 gennaio 2004 (21 anni)   | 15    | 5    | AS Trenčín        |
| 12 | P    | Adam Danko       | 27 giugno 2003 (21 anni)    | 3     | 0    | Podbrezová        |
| 13 | D    | Nicolas Šikula   | 15 maggio 2003 (22 anni)    | 15    | 0    | Dukla B.B.        |
| 14 | C    | Mario Sauer      | 15 maggio 2004 (21 anni)    | 16    | 3    | Žilina            |
| 15 | C    | Leo Sauer        | 16 dicembre 2005 (19 anni)  | 3     | 0    | NAC Breda         |
| 16 | D    | Marek Ujlaky     | 3 dicembre 2003 (21 anni)   | 6     | 1    | Spartak Trnava    |
| 17 | A    | Adrián Kaprálik  | 10 giugno 2002 (23 anni)    | 34    | 10   | Žilina            |
| 18 | A    | Nino Marcelli    | 29 maggio 2005 (20 anni)    | 15    | 6    | Slovan Bratislava |
| 19 | A    | Timotej Jambor   | 4 aprile 2003 (22 anni)     | 14    | 4    | Žilina            |
| 20 | D    | Adam Gaži        | 1º marzo 2003 (22 anni)     | 5     | 0    | Skalica           |
| 21 | D    | Samuel Kopásek   | 22 maggio 2003 (22 anni)    | 11    | 0    | Žilina            |
| 22 | C    | Tomáš Rigo       | 3 luglio 2002 (22 anni)     | 10    | 1    | Baník Ostrava     |
| 23 | P    | Tomáš Frühwald   | 23 settembre 2002 (22 anni) | 6     | 0    | Bohemians 1905    |

### Spagna
Commissario tecnico:  Santiago Denia
Lista dei 23 convocati resa nota il 4 giugno 2025, il 7 giugno Yeremay Hernández è stato sostituito da Andrés García a causa di un infortunio.
| N. | Pos. | Giocatore          | Data nascita (età)          | Pres. | Reti | Squadra         |
| -- | ---- | ------------------ | --------------------------- | ----- | ---- | --------------- |
| 1  | P    | Alejandro Iturbe   | 2 settembre 2003 (21 anni)  | 6     | 0    | Atlético Madrid |
| 2  | D    | Marc Pubill        | 20 giugno 2003 (21 anni)    | 4     | 0    | Almería         |
| 3  | D    | Cristhian Mosquera | 27 giugno 2004 (20 anni)    | 7     | 0    | Valencia        |
| 4  | D    | Rafa Marín         | 19 maggio 2002 (23 anni)    | 10    | 0    | Napoli          |
| 5  | D    | César Tárrega      | 26 febbraio 2002 (23 anni)  | 2     | 0    | Valencia        |
| 6  | C    | Javi Guerra        | 13 maggio 2003 (22 anni)    | 16    | 1    | Valencia        |
| 7  | A    | Diego López        | 13 maggio 2002 (23 anni)    | 15    | 2    | Valencia        |
| 8  | C    | Beñat Turrientes   | 31 gennaio 2002 (23 anni)   | 21    | 5    | Real Sociedad   |
| 9  | A    | Mateo Joseph       | 19 ottobre 2003 (21 anni)   | 6     | 5    | Leeds Utd       |
| 10 | C    | Pablo Torre        | 3 aprile 2003 (22 anni)     | 15    | 2    | Barcellona      |
| 11 | A    | Raúl Moro          | 5 dicembre 2002 (22 anni)   | 4     | 0    | Real Valladolid |
| 12 | A    | Andrés García      | 7 febbraio 2003 (22 anni)   | 2     | 0    | Aston Villa     |
| 13 | P    | Aitor Fraga        | 12 marzo 2003 (22 anni)     | 2     | 0    | Real Sociedad   |
| 14 | C    | Mikel Jauregizar   | 13 novembre 2003 (21 anni)  | 1     | 0    | Athletic Bilbao |
| 15 | D    | Juanma Herzog      | 13 maggio 2004 (21 anni)    | 0     | 0    | Las Palmas      |
| 16 | D    | Juanlu Sánchez     | 15 agosto 2003 (21 anni)    | 5     | 0    | Siviglia        |
| 17 | A    | Jesús Rodríguez    | 21 novembre 2005 (19 anni)  | 2     | 0    | Betis           |
| 18 | D    | Gerard Martín      | 26 febbraio 2002 (23 anni)  | 1     | 0    | Barcellona      |
| 19 | A    | Roberto Fernández  | 3 luglio 2002 (22 anni)     | 1     | 1    | Espanyol        |
| 20 | C    | Alberto Moleiro    | 30 settembre 2003 (21 anni) | 7     | 0    | Las Palmas      |
| 21 | C    | Pablo Marín        | 3 luglio 2003 (21 anni)     | 0     | 0    | Real Sociedad   |
| 22 | D    | Hugo Bueno         | 18 settembre 2002 (22 anni) | 4     | 0    | Feyenoord       |
| 23 | P    | Pablo Cuñat        | 28 aprile 2002 (23 anni)    | 6     | 0    | FC Cartagena    |

## Gruppo B

### Rep. Ceca
Commissario tecnico:  Jan Suchopárek
Lista dei 23 convocati resa nota il 5 giugno 2025; il 7 giugno Matěj Šín è stato sostituito da Albert Labík a causa di un infortunio.
| N. | Pos. | Giocatore         | Data nascita (età)          | Pres. | Reti | Squadra        |
| -- | ---- | ----------------- | --------------------------- | ----- | ---- | -------------- |
| 1  | P    | Jiří Borek        | 23 settembre 2002 (22 anni) | 1     | 0    | Slovácko       |
| 2  | C    | Jan Paluska       | 23 giugno 2005 (19 anni)    | 0     | 0    | Viktoria Plzeň |
| 3  | C    | Ondřej Kričfaluši | 9 marzo 2004 (21 anni)      | 8     | 0    | Teplice        |
| 4  | D    | Martin Suchomel   | 11 settembre 2002 (22 anni) | 12    | 0    | Sparta Praga   |
| 5  | D    | Štěpán Chaloupek  | 8 marzo 2003 (22 anni)      | 10    | 0    | Slavia Praga   |
| 6  | C    | Patrik Vydra      | 20 giugno 2003 (21 anni)    | 16    | 0    | Sparta Praga   |
| 7  | A    | Daniel Fila       | 21 agosto 2002 (22 anni)    | 20    | 10   | Venezia        |
| 8  | D    | Denis Halinský    | 13 luglio 2003 (21 anni)    | 6     | 1    | Slovan Liberec |
| 9  | A    | Václav Sejk       | 18 maggio 2002 (23 anni)    | 33    | 12   | Famalicão      |
| 10 | C    | Adam Karabec      | 2 luglio 2003 (21 anni)     | 27    | 5    | Amburgo        |
| 11 | C    | Albert Labík      | 13 maggio 2004 (21 anni)    | 4     | 0    | Teplice        |
| 12 | C    | Alexandr Sojka    | 2 aprile 2003 (22 anni)     | 4     | 0    | Viktoria Plzeň |
| 13 | C    | Kryštof Daněk     | 5 gennaio 2003 (22 anni)    | 21    | 3    | LASK           |
| 14 | C    | Vojtěch Stránský  | 13 marzo 2003 (22 anni)     | 2     | 0    | Mladá Boleslav |
| 15 | C    | Denis Višinský    | 21 marzo 2003 (22 anni)     | 7     | 0    | Slovan Liberec |
| 16 | P    | Lukáš Horníček    | 13 luglio 2002 (22 anni)    | 10    | 0    | Braga          |
| 17 | C    | Daniel Langhamer  | 20 marzo 2003 (22 anni)     | 8     | 0    | Teplice        |
| 18 | D    | Filip Prebsl      | 4 marzo 2003 (22 anni)      | 13    | 0    | Górnik Zabrze  |
| 19 | D    | Karel Spáčil      | 18 maggio 2003 (22 anni)    | 6     | 0    | Hradec Králové |
| 20 | D    | Josef Koželuh     | 15 febbraio 2002 (23 anni)  | 8     | 0    | Slovan Liberec |
| 21 | A    | Filip Vecheta     | 15 febbraio 2003 (22 anni)  | 9     | 0    | Karviná        |
| 22 | D    | Matěj Hadaš       | 25 novembre 2003 (21 anni)  | 3     | 0    | Sigma Olomouc  |
| 23 | P    | Jan Koutný        | 14 ottobre 2004 (20 anni)   | 0     | 0    | Sigma Olomouc  |

### Inghilterra
Commissario tecnico:  Lee Carsley
Lista dei 23 convocati resa nota il 6 giugno 2025. l'11 giugno Jobe Bellingham è stato sostituito da Tom Fellows a causa degli impegni con il Borussia Dortmund nella Coppa del mondo per club FIFA 2025.
| N. | Pos. | Giocatore           | Data nascita (età)         | Pres. | Reti | Squadra             |
| -- | ---- | ------------------- | -------------------------- | ----- | ---- | ------------------- |
| 1  | P    | James Beadle        | 16 luglio 2004 (20 anni)   | 6     | 0    | Brighton            |
| 2  | D    | Tino Livramento     | 12 novembre 2002 (22 anni) | 9     | 0    | Newcastle Utd       |
| 3  | D    | Ronnie Edwards      | 28 marzo 2003 (22 anni)    | 2     | 0    | Southampton         |
| 4  | D    | Jarell Quansah      | 29 gennaio 2003 (22 anni)  | 8     | 0    | Liverpool           |
| 5  | D    | Charlie Cresswell   | 17 agosto 2002 (22 anni)   | 20    | 2    | Tolosa              |
| 6  | C    | Hayden Hackney      | 26 giugno 2002 (22 anni)   | 9     | 1    | Middlesbrough       |
| 7  | C    | Tom Fellows         | 25 luglio 2003 (21 anni)   | 2     | 1    | West Bromwich       |
| 8  | C    | Elliot Anderson     | 6 novembre 2002 (22 anni)  | 6     | 1    | Nottingham Forest   |
| 9  | A    | Jonathan Rowe       | 30 aprile 2003 (22 anni)   | 4     | 1    | Olympique Marsiglia |
| 10 | A    | James McAtee        | 18 ottobre 2002 (22 anni)  | 18    | 7    | Manchester City     |
| 11 | A    | Omari Hutchinson    | 30 ottobre 2003 (21 anni)  | 4     | 2    | Ipswich Town        |
| 12 | D    | Brooke Norton-Cuffy | 12 gennaio 2004 (21 anni)  | 4     | 0    | Genoa               |
| 13 | P    | Tommy Simkin        | 8 dicembre 2004 (20 anni)  | 0     | 0    | Stoke City          |
| 14 | C    | Archie Gray         | 12 marzo 2006 (19 anni)    | 10    | 1    | Tottenham           |
| 15 | D    | CJ Egan-Riley       | 2 gennaio 2003 (22 anni)   | 2     | 0    | Burnley             |
| 16 | C    | Jack Hinshelwood    | 11 aprile 2005 (20 anni)   | 5     | 0    | Brighton            |
| 17 | A    | Samuel Iling-Junior | 4 ottobre 2003 (21 anni)   | 13    | 2    | Aston Villa         |
| 18 | A    | Jay Stansfield      | 24 novembre 2002 (22 anni) | 3     | 0    | Birmingham City     |
| 19 | A    | Harvey Elliott      | 4 aprile 2003 (22 anni)    | 22    | 9    | Liverpool           |
| 20 | C    | Alex Scott          | 21 agosto 2003 (21 anni)   | 6     | 0    | Bournemouth         |
| 21 | A    | Ethan Nwaneri       | 21 marzo 2007 (18 anni)    | 2     | 1    | Arsenal             |
| 22 | P    | Teddy Sharman-Lowe  | 30 marzo 2003 (22 anni)    | 1     | 0    | Chelsea             |
| 23 | C    | Tyler Morton        | 31 ottobre 2002 (22 anni)  | 8     | 1    | Liverpool           |

### Germania
Commissario tecnico:  Antonio Di Salvo
Lista dei 23 convocati resa nota il 5 giugno 2025.
| N. | Pos. | Giocatore        | Data nascita (età)         | Pres. | Reti | Squadra               |
| -- | ---- | ---------------- | -------------------------- | ----- | ---- | --------------------- |
| 1  | P    | Noah Atubolu     | 25 maggio 2002 (23 anni)   | 17    | 0    | Friburgo              |
| 2  | D    | Nnamdi Collins   | 10 gennaio 2004 (21 anni)  | 4     | 0    | Eintracht Francoforte |
| 3  | D    | Nathaniel Brown  | 16 giugno 2003 (21 anni)   | 9     | 1    | Eintracht Francoforte |
| 4  | D    | Bright Arrey-Mbi | 26 marzo 2003 (22 anni)    | 11    | 1    | Braga                 |
| 5  | D    | Max Rosenfelder  | 10 febbraio 2003 (22 anni) | 7     | 1    | Friburgo              |
| 6  | C    | Eric Martel      | 29 aprile 2002 (23 anni)   | 24    | 2    | Colonia               |
| 7  | C    | Ansgar Knauff    | 10 gennaio 2002 (23 anni)  | 24    | 3    | Eintracht Francoforte |
| 8  | C    | Merlin Röhl      | 5 luglio 2002 (22 anni)    | 9     | 2    | Friburgo              |
| 9  | A    | Nicolò Tresoldi  | 20 agosto 2004 (20 anni)   | 11    | 5    | Hannover 96           |
| 10 | A    | Nick Woltemade   | 14 febbraio 2002 (23 anni) | 12    | 7    | Stoccarda             |
| 11 | C    | Jan Thielmann    | 26 maggio 2002 (23 anni)   | 18    | 1    | Colonia               |
| 12 | P    | Tjark Ernst      | 15 marzo 2003 (22 anni)    | 1     | 0    | Hertha Berlino        |
| 13 | D    | Lukas Ullrich    | 16 marzo 2004 (21 anni)    | 1     | 0    | Borussia M'gladbach   |
| 14 | D    | Tim Oermann      | 6 ottobre 2003 (21 anni)   | 5     | 0    | Bochum                |
| 15 | D    | Jamil Siebert    | 2 aprile 2002 (23 anni)    | 5     | 0    | Fortuna Düsseldorf    |
| 16 | C    | Caspar Jander    | 23 marzo 2003 (22 anni)    | 1     | 0    | Norimberga            |
| 17 | C    | Brajan Gruda     | 31 maggio 2004 (21 anni)   | 12    | 2    | Brighton              |
| 18 | C    | Rocco Reitz      | 29 maggio 2002 (23 anni)   | 12    | 2    | Borussia M'gladbach   |
| 19 | A    | Nelson Weiper    | 17 marzo 2005 (20 anni)    | 5     | 0    | Magonza               |
| 20 | C    | Paul Nebel       | 10 ottobre 2002 (22 anni)  | 8     | 0    | Magonza               |
| 21 | D    | Elias Baum       | 26 ottobre 2005 (19 anni)  | 0     | 0    | Elversberg            |
| 22 | C    | Paul Wanner      | 23 dicembre 2005 (19 anni) | 3     | 1    | Heidenheim            |
| 23 | P    | Nahuel Noll      | 17 marzo 2003 (22 anni)    | 0     | 0    | Greuther Fürth        |

### Slovenia
Commissario tecnico:  Andrej Razdrh
Lista dei 23 convocati resa nota il 5 giugno 2025.
| N. | Pos. | Giocatore           | Data nascita (età)         | Pres. | Reti | Squadra         |
| -- | ---- | ------------------- | -------------------------- | ----- | ---- | --------------- |
| 1  | P    | Martin Turk         | 21 agosto 2003 (21 anni)   | 23    | 0    | Ruch Chorzów    |
| 2  | D    | Mitja Ilenič        | 26 dicembre 2004 (20 anni) | 14    | 0    | New York City   |
| 3  | D    | Srđan Kuzmić        | 16 gennaio 2004 (21 anni)  | 13    | 0    | Viborg          |
| 4  | D    | Relja Obrić         | 11 aprile 2006 (19 anni)   | 0     | 0    | Atalanta        |
| 5  | D    | Lovro Golič         | 5 marzo 2006 (19 anni)     | 0     | 0    | Roma            |
| 6  | C    | Žan Jevšenak        | 15 maggio 2003 (22 anni)   | 16    | 0    | Oliveirense     |
| 7  | A    | Tjaš Begić          | 30 giugno 2003 (21 anni)   | 16    | 3    | Frosinone       |
| 8  | C    | Adrian Zeljković    | 19 agosto 2002 (22 anni)   | 13    | 2    | Spartak Trnava  |
| 9  | C    | Tio Cipot           | 20 aprile 2003 (22 anni)   | 16    | 8    | Grazer AK       |
| 10 | C    | Svit Sešlar         | 9 gennaio 2002 (23 anni)   | 18    | 1    | Celje           |
| 11 | A    | Dino Kojić          | 4 aprile 2005 (20 anni)    | 5     | 0    | Olimpia Lubiana |
| 12 | P    | Žan-Luk Leban       | 15 dicembre 2002 (22 anni) | 5     | 0    | Everton         |
| 13 | C    | Edvin Krupić        | 3 marzo 2004 (21 anni)     | 1     | 0    | Domžale         |
| 14 | C    | Marcel Lorber       | 26 aprile 2004 (21 anni)   | 1     | 0    | Domžale         |
| 15 | C    | Sandro Jovanović    | 23 aprile 2002 (23 anni)   | 3     | 0    | Koper           |
| 16 | C    | Luka Topalović      | 23 febbraio 2006 (19 anni) | 0     | 0    | Inter           |
| 17 | C    | Martin Pečar        | 5 luglio 2002 (22 anni)    | 11    | 0    | Bravo           |
| 18 | C    | Marko Brest         | 10 maggio 2002 (23 anni)   | 14    | 0    | Olimpia Lubiana |
| 19 | C    | Enrik Ostrc         | 21 giugno 2002 (22 anni)   | 15    | 0    | Helmond Sport   |
| 20 | C    | Jošt Pišek          | 10 marzo 2002 (23 anni)    | 12    | 1    | Mura            |
| 21 | A    | Jaka Čuber Potočnik | 17 giugno 2005 (19 anni)   | 2     | 0    | Colonia         |
| 22 | P    | Lovro Štubljar      | 9 agosto 2004 (20 anni)    | 1     | 0    | Domžale         |
| 23 | D    | Nino Milić          | 1º maggio 2004 (21 anni)   | 5     | 0    | Domžale         |

## Gruppo C

### Francia
Commissario tecnico:  Gérald Baticle
Lista dei 23 convocati resa nota il 2 giugno 2025, il 16 giugno Robin Risser è stato sostituito da Justin Bengui João a causa di un infortunio.
| N. | Pos. | Giocatore               | Data nascita (età)         | Pres. | Reti | Squadra               |
| -- | ---- | ----------------------- | -------------------------- | ----- | ---- | --------------------- |
| 1  | P    | Obed Nkambadio          | 7 febbraio 2003 (22 anni)  | 2     | 0    | Paris FC              |
| 2  | D    | Castello Lukeba         | 17 dicembre 2002 (22 anni) | 22    | 0    | RB Lipsia             |
| 3  | D    | Quentin Merlin          | 16 maggio 2002 (23 anni)   | 13    | 1    | Olympique Marsiglia   |
| 4  | D    | Chrislain Matsima       | 15 maggio 2002 (23 anni)   | 9     | 1    | Augusta               |
| 5  | D    | Kiliann Sildillia       | 16 maggio 2002 (23 anni)   | 11    | 0    | Friburgo              |
| 6  | C    | Lucien Agoumé           | 9 febbraio 2002 (23 anni)  | 9     | 0    | Siviglia              |
| 7  | A    | Mathys Tel              | 27 aprile 2005 (20 anni)   | 10    | 5    | Tottenham             |
| 8  | C    | Johann Lepenant         | 22 ottobre 2002 (22 anni)  | 11    | 1    | Nantes                |
| 9  | A    | Matthis Abline          | 28 marzo 2003 (22 anni)    | 4     | 1    | Nantes                |
| 10 | A    | Wilson Odobert          | 28 novembre 2004 (20 anni) | 5     | 0    | Tottenham             |
| 11 | A    | Loum Tchaouna           | 8 settembre 2003 (21 anni) | 5     | 1    | Lazio                 |
| 12 | A    | Saïmon Bouabré          | 1º giugno 2006 (19 anni)   | 0     | 0    | Monaco                |
| 13 | A    | Jean-Mattéo Bahoya      | 7 maggio 2005 (20 anni)    | 0     | 0    | Eintracht Francoforte |
| 14 | D    | Christian Mawissa Elebi | 8 aprile 2005 (20 anni)    | 2     | 0    | Monaco                |
| 15 | D    | Nathan Zézé             | 18 giugno 2005 (19 anni)   | 2     | 0    | Nantes                |
| 16 | P    | Guillaume Restes        | 11 marzo 2005 (20 anni)    | 10    | 0    | Tolosa                |
| 17 | C    | Soungoutou Magassa      | 8 ottobre 2003 (21 anni)   | 4     | 0    | Monaco                |
| 18 | C    | Djaoui Cissé            | 31 gennaio 2004 (21 anni)  | 0     | 0    | Rennes                |
| 19 | D    | Ismaël Doukouré         | 24 luglio 2003 (21 anni)   | 8     | 0    | Strasburgo            |
| 20 | C    | Andy Diouf              | 17 maggio 2003 (22 anni)   | 6     | 0    | Lens                  |
| 21 | C    | Félix Lemaréchal        | 7 agosto 2003 (21 anni)    | 0     | 0    | Strasburgo            |
| 22 | A    | Thierno Barry           | 21 ottobre 2002 (22 anni)  | 2     | 0    | Villarreal            |
| 23 | P    | Justin Bengui João      | 9 luglio 2005 (19 anni)    | 0     | 0    | Jedinstvo Ub          |

### Georgia
Commissario tecnico:  Ramaz Svanadze
Lista dei 23 convocati resa nota il 4 giugno 2025; il giorno successivo Saba Goglichidze è stato sostituito da Lado Odishvili a causa di un infortunio.
| N. | Pos. | Giocatore           | Data nascita (età)         | Pres. | Reti | Squadra                |
| -- | ---- | ------------------- | -------------------------- | ----- | ---- | ---------------------- |
| 1  | P    | Mikheil Makatsaria  | 11 giugno 2004 (21 anni)   | 2     | 0    | Dinamo Tbilisi         |
| 2  | D    | Lado Odishvili      | 28 maggio 2003 (22 anni)   | 4     | 0    | Telavi                 |
| 3  | D    | Irakli Iakobidze    | 15 gennaio 2002 (23 anni)  | 2     | 1    | Dinamo Tbilisi         |
| 4  | D    | Saba Khvadagiani    | 30 gennaio 2003 (22 anni)  | 28    | 3    | Dinamo Tbilisi         |
| 5  | C    | Levan Osikmashvili  | 20 aprile 2002 (23 anni)   | 13    | 0    | Hapoel Hadera          |
| 6  | C    | Nodar Lominadze     | 04 aprile 2002 (23 anni)   | 18    | 3    | Dinamo Tbilisi         |
| 7  | A    | Lasha Odisharia     | 23 ottobre 2002 (22 anni)  | 17    | 1    | RFS Riga               |
| 8  | C    | Otar Mamageishvili  | 15 gennaio 2003 (22 anni)  | 21    | 3    | Famalicão              |
| 9  | A    | Giorgi Kvernadze    | 7 febbraio 2003 (22 anni)  | 21    | 2    | Frosinone              |
| 10 | C    | Luk'a Gagnidze      | 28 febbraio 2003 (22 anni) | 22    | 1    | Kryl'ja Sovetov Samara |
| 11 | A    | Gizo Mamageishvili  | 15 gennaio 2003 (22 anni)  | 12    | 2    | Iberia 1999            |
| 12 | P    | Levan Tandilashvili | 27 febbraio 2003 (22 anni) | 2     | 0    | Telavi                 |
| 13 | D    | Saba Mamatsashvili  | 23 agosto 2002 (22 anni)   | 15    | 1    | Sirius                 |
| 14 | A    | Vakhtang Bedoshvili | 19 ottobre 2003 (21 anni)  | 1     | 0    | Gareji Sagarejo        |
| 15 | D    | Saba Sazonov        | 01 febbraio 2002 (23 anni) | 10    | 1    | Empoli                 |
| 16 | D    | Irak'li Azarovi     | 21 febbraio 2002 (23 anni) | 12    | 0    | Šachtar                |
| 17 | C    | Gabriel Sigua       | 30 giugno 2005 (19 anni)   | 10    | 1    | Basilea                |
| 18 | D    | Giorgi Maisuradze   | 31 gennaio 2002 (23 anni)  | 16    | 0    | Polіssja Žytomyr       |
| 19 | C    | Tornike Morchiladze | 10 gennaio 2002 (23 anni)  | 9     | 1    | Dinamo Tbilisi         |
| 20 | A    | Giorgi Abuashvili   | 8 febbraio 2003 (22 anni)  | 16    | 2    | K'olkheti-1913 Poti    |
| 21 | C    | Irakli Yegoian      | 19 marzo 2004 (21 anni)    | 10    | 0    | Vitesse                |
| 22 | A    | Vasilios Gordeziani | 29 gennaio 2002 (23 anni)  | 12    | 2    | Sarajevo               |
| 23 | P    | Luka Kharatishvili  | 13 gennaio 2003 (22 anni)  | 15    | 0    | Dinamo Batumi          |

### Polonia
Commissario tecnico:  Adam Majewski
Lista dei 23 convocati resa nota il 4 giugno 2025.
| N. | Pos. | Giocatore             | Data nascita (età)          | Pres. | Reti | Squadra           |
| -- | ---- | --------------------- | --------------------------- | ----- | ---- | ----------------- |
| 1  | P    | Kacper Tobiasz        | 4 novembre 2002 (22 anni)   | 14    | 0    | Legia Varsavia    |
| 2  | D    | Ariel Mosór           | 19 febbraio 2003 (22 anni)  | 22    | 2    | Raków Częstochowa |
| 3  | D    | Patryk Peda           | 16 aprile 2002 (23 anni)    | 18    | 0    | Juve Stabia       |
| 4  | D    | Miłosz Matysik        | 26 aprile 2004 (21 anni)    | 10    | 1    | Arīs Limassol     |
| 5  | D    | Łukasz Bejger         | 11 gennaio 2002 (23 anni)   | 17    | 2    | Celje             |
| 6  | C    | Mateusz Łęgowski      | 29 gennaio 2003 (22 anni)   | 19    | 0    | Yverdon           |
| 7  | C    | Kajetan Szmyt         | 29 maggio 2002 (23 anni)    | 18    | 3    | Zagłębie Lubin    |
| 8  | C    | Jakub Kałuziński      | 31 ottobre 2002 (22 anni)   | 18    | 4    | Antalyaspor       |
| 9  | A    | Filip Szymczak        | 6 maggio 2002 (23 anni)     | 25    | 8    | GKS Katowice      |
| 10 | C    | Kacper Kozłowski      | 16 ottobre 2003 (21 anni)   | 16    | 3    | Gaziantep         |
| 11 | C    | Michał Rakoczy        | 30 marzo 2002 (23 anni)     | 19    | 3    | Ankaragücü        |
| 12 | P    | Kacper Trelowski      | 19 agosto 2003 (21 anni)    | 2     | 0    | Raków Częstochowa |
| 13 | D    | Filip Luberecki       | 25 aprile 2005 (20 anni)    | 2     | 0    | Motor Lublino     |
| 14 | D    | Arkadiusz Pyrka       | 20 settembre 2002 (22 anni) | 17    | 1    | Piast Gliwice     |
| 15 | D    | Michał Gurgul         | 30 gennaio 2006 (19 anni)   | 0     | 0    | Lech Poznań       |
| 16 | C    | Antoni Kozubal        | 18 agosto 2004 (20 anni)    | 7     | 0    | Lech Poznań       |
| 17 | C    | Mariusz Fornalczyk    | 15 gennaio 2003 (22 anni)   | 7     | 2    | Korona Kielce     |
| 18 | A    | Dominik Marczuk       | 1º novembre 2003 (21 anni)  | 9     | 2    | Real Salt Lake    |
| 19 | C    | Mateusz Kowalczyk     | 16 aprile 2004 (21 anni)    | 2     | 0    | GKS Katowice      |
| 20 | A    | Wiktor Bogacz         | 14 luglio 2004 (20 anni)    | 0     | 0    | N.Y. Red Bulls    |
| 21 | C    | Tomasz Pieńko         | 5 gennaio 2004 (21 anni)    | 14    | 3    | Zagłębie Lubin    |
| 22 | P    | Sławomir Abramowicz   | 9 giugno 2004 (21 anni)     | 1     | 0    | Jagiellonia       |
| 23 | D    | Bartłomiej Smolarczyk | 2 luglio 2003 (21 anni)     | 4     | 0    | Korona Kielce     |

### Portogallo
Commissario tecnico:  Rui Jorge
Lista dei 23 convocati resa nota il 3 giugno 2025.
| N. | Pos. | Giocatore          | Data nascita (età)         | Pres. | Reti | Squadra          |
| -- | ---- | ------------------ | -------------------------- | ----- | ---- | ---------------- |
| 1  | P    | Samuel Soares      | 15 giugno 2002 (22 anni)   | 13    | 0    | Benfica          |
| 2  | D    | Rodrigo Pinheiro   | 28 agosto 2002 (22 anni)   | 3     | 0    | Famalicão        |
| 3  | D    | João Muniz         | 26 giugno 2005 (19 anni)   | 4     | 0    | Sporting Lisbona |
| 4  | D    | Chico Lamba        | 10 marzo 2003 (22 anni)    | 1     | 0    | Arouca           |
| 5  | D    | Rafael Rodrigues   | 27 gennaio 2002 (23 anni)  | 12    | 1    | AVS              |
| 6  | C    | Diogo Nascimento   | 2 novembre 2002 (22 anni)  | 2     | 0    | Vizela           |
| 7  | C    | Mateus Fernandes   | 10 luglio 2004 (20 anni)   | 13    | 3    | Southampton      |
| 8  | C    | Paulo Bernardo     | 24 gennaio 2002 (23 anni)  | 28    | 10   | Celtic           |
| 9  | A    | Henrique Araújo    | 19 gennaio 2002 (23 anni)  | 29    | 11   | Arouca           |
| 10 | C    | Pedro Santos       | 10 febbraio 2003 (22 anni) | 11    | 3    | Moreirense       |
| 11 | A    | Tiago Tomás        | 16 giugno 2002 (22 anni)   | 21    | 2    | Wolfsburg        |
| 12 | P    | João Carvalho      | 9 aprile 2004 (21 anni)    | 6     | 0    | Braga            |
| 13 | D    | Flávio Nazinho     | 20 luglio 2003 (21 anni)   | 4     | 0    | Cercle Bruges    |
| 14 | D    | Christian Marques  | 15 gennaio 2003 (22 anni)  | 4     | 0    | Yverdon          |
| 15 | D    | Lourenço Henriques | 11 marzo 2004 (21 anni)    | 0     | 0    | Varzim           |
| 16 | C    | Mathias De Amorim  | 10 dicembre 2004 (20 anni) | 0     | 0    | Famalicão        |
| 17 | A    | Geovany Quenda     | 30 aprile 2007 (18 anni)   | 3     | 0    | Sporting Lisbona |
| 18 | C    | Gustavo Sá         | 11 novembre 2004 (20 anni) | 6     | 0    | Famalicão        |
| 19 | C    | João Marques       | 13 febbraio 2002 (23 anni) | 10    | 1    | Gil Vicente      |
| 20 | A    | Carlos Forbs       | 19 marzo 2004 (21 anni)    | 11    | 4    | Wolverhampton    |
| 21 | A    | Roger Fernandes    | 21 novembre 2005 (19 anni) | 0     | 0    | Braga            |
| 22 | P    | Diogo Pinto        | 18 giugno 2004 (20 anni)   | 1     | 0    | Sporting Lisbona |
| 23 | D    | Rodrigo Gomes      | 7 luglio 2003 (21 anni)    | 11    | 3    | Wolverhampton    |

## Gruppo D

### Danimarca
Commissario tecnico:  Steffen Højer
Lista dei 23 convocati resa nota il 27 maggio 2025.
| N. | Pos. | Giocatore            | Data nascita (età)          | Pres. | Reti | Squadra               |
| -- | ---- | -------------------- | --------------------------- | ----- | ---- | --------------------- |
| 1  | P    | Andreas Jungdal      | 22 febbraio 2002 (23 anni)  | 8     | 0    | Westerlo              |
| 2  | D    | Anton Gaaei          | 19 novembre 2002 (22 anni)  | 16    | 0    | Ajax                  |
| 3  | D    | Thomas Kristensen    | 17 gennaio 2002 (23 anni)   | 11    | 1    | Udinese               |
| 4  | D    | Oliver Provstgaard   | 4 giugno 2003 (22 anni)     | 16    | 2    | Lazio                 |
| 5  | C    | Tochi Chukwuani      | 24 marzo 2003 (22 anni)     | 13    | 2    | Sturm Graz            |
| 6  | C    | Oliver Sørensen      | 10 marzo 2002 (23 anni)     | 11    | 5    | Midtjylland           |
| 7  | C    | Isak Jensen          | 23 dicembre 2003 (21 anni)  | 6     | 1    | Viborg                |
| 8  | C    | William Bøving       | 1º marzo 2003 (22 anni)     | 13    | 2    | Sturm Graz            |
| 9  | A    | William Osula        | 4 agosto 2003 (21 anni)     | 9     | 4    | Newcastle Utd         |
| 10 | A    | Conrad Harder        | 07 aprile 2005 (20 anni)    | 3     | 0    | Sporting Lisbona      |
| 11 | A    | Mathias Kvistgaarden | 15 aprile 2002 (23 anni)    | 17    | 7    | Brøndby               |
| 12 | C    | Thomas Jørgensen     | 30 settembre 2005 (19 anni) | 1     | 0    | Viborg                |
| 13 | D    | Victor Bak Jensen    | 3 ottobre 2003 (21 anni)    | 5     | 0    | Midtjylland           |
| 14 | D    | Lucas Hey            | 13 aprile 2003 (22 anni)    | 12    | 0    | Anderlecht            |
| 15 | C    | Oscar Højlund        | 4 gennaio 2005 (20 anni)    | 0     | 0    | Eintracht Francoforte |
| 16 | P    | William Lykke        | 28 settembre 2004 (20 anni) | 1     | 0    | Nordsjælland          |
| 17 | C    | Noah Nartey          | 5 ottobre 2005 (19 anni)    | 2     | 0    | Brøndby               |
| 18 | C    | Oscar Fraulo         | 6 dicembre 2003 (21 anni)   | 19    | 0    | Utrecht               |
| 19 | D    | Elias Jelert         | 12 giugno 2003 (21 anni)    | 9     | 0    | Galatasaray           |
| 20 | C    | Clement Bischoff     | 16 dicembre 2006 (18 anni)  | 2     | 0    | Brøndby               |
| 21 | D    | Sebastian Otoa       | 13 maggio 2004 (21 anni)    | 1     | 0    | Genoa                 |
| 22 | P    | Theo Sander          | 8 gennaio 2005 (20 anni)    | 0     | 0    | Copenaghen            |
| 23 | D    | Aske Adelgaard       | 10 novembre 2003 (21 anni)  | 10    | 1    | Go Ahead Eagles       |

### Finlandia
Commissario tecnico:  Mika Lehkosuo
Lista dei 23 convocati resa nota il 28 maggio 2025; il 7 giugno Leo Walta è stato sostituito da Doni Arifi a causa di un infortunio.
| N. | Pos. | Giocatore        | Data nascita (età)          | Pres. | Reti | Squadra         |
| -- | ---- | ---------------- | --------------------------- | ----- | ---- | --------------- |
| 1  | P    | Lucas Bergström  | 5 settembre 2002 (22 anni)  | 16    | 0    | Chelsea         |
| 2  | D    | Rony Jansson     | 10 gennaio 2004 (21 anni)   | 9     | 0    | Kalmar          |
| 3  | D    | Tomas Galvez     | 28 gennaio 2005 (20 anni)   | 10    | 1    | Cambuur         |
| 4  | C    | Matti Peltola    | 3 luglio 2002 (22 anni)     | 5     | 1    | D.C. United     |
| 5  | D    | Samuli Miettinen | 16 giugno 2004 (20 anni)    | 3     | 0    | KuPS            |
| 6  | C    | Santeri Väänänen | 1º gennaio 2002 (23 anni)   | 21    | 1    | Rosenborg       |
| 7  | C    | Naatan Skyttä    | 7 maggio 2002 (23 anni)     | 26    | 11   | Dunkerque       |
| 8  | C    | Adam Marchiev    | 17 marzo 2002 (23 anni)     | 23    | 0    | Arīs Limassol   |
| 9  | A    | Teemu Hytönen    | 15 agosto 2002 (22 anni)    | 4     | 0    | Ilves           |
| 10 | C    | Doni Arifi       | 11 aprile 2002 (23 anni)    | 6     | 0    | Ilves           |
| 11 | A    | Casper Terho     | 24 giugno 2003 (21 anni)    | 21    | 4    | Paderborn       |
| 12 | P    | Elmo Henriksson  | 10 marzo 2003 (22 anni)     | 3     | 0    | Sporting Gijón  |
| 13 | C    | Niklas Pyyhtiä   | 25 settembre 2003 (21 anni) | 18    | 1    | Südtirol        |
| 14 | D    | Kalle Wallius    | 2 gennaio 2003 (22 anni)    | 18    | 0    | Ilves           |
| 15 | C    | Luka Hyryläinen  | 25 agosto 2004 (20 anni)    | 10    | 1    | Ulma            |
| 16 | D    | Dario Naamo      | 14 maggio 2005 (20 anni)    | 7     | 0    | St. Pölten      |
| 17 | A    | Juho Talvitie    | 25 marzo 2005 (20 anni)     | 16    | 3    | Heracles Almelo |
| 18 | A    | Topi Keskinen    | 7 marzo 2003 (22 anni)      | 12    | 2    | Aberdeen        |
| 19 | A    | Oiva Jukkola     | 21 maggio 2002 (23 anni)    | 6     | 2    | Ilves           |
| 20 | C    | Otso Liimatta    | 10 luglio 2004 (20 anni)    | 19    | 8    | Famalicão       |
| 21 | D    | Ville Koski      | 27 gennaio 2002 (23 anni)   | 29    | 1    | Istria 1961     |
| 22 | D    | Miska Ylitolva   | 23 maggio 2004 (21 anni)    | 15    | 1    | HJK             |
| 23 | P    | Roope Paunio     | 14 dicembre 2002 (22 anni)  | 1     | 0    | SJK             |

### Paesi Bassi
Commissario tecnico:  Michael Reiziger
Lista dei 23 convocati resa nota il 26 maggio 2025, il 7 giugno Rome-Jayden Owusu-Oduro è stato sostituito da Dani van den Heuvel a causa di un infortunio.
| N. | Pos. | Giocatore           | Data nascita (età)         | Pres. | Reti | Squadra            |
| -- | ---- | ------------------- | -------------------------- | ----- | ---- | ------------------ |
| 1  | P    | Dani van den Heuvel | 28 maggio 2003 (22 anni)   | 2     | 0    | Club Bruges        |
| 2  | D    | Devyne Rensch       | 18 gennaio 2003 (22 anni)  | 17    | 2    | Roma               |
| 3  | D    | Ryan Flamingo       | 31 dicembre 2002 (22 anni) | 10    | 0    | PSV                |
| 4  | D    | Jorrel Hato         | 7 marzo 2006 (19 anni)     | 6     | 0    | Ajax               |
| 5  | D    | Ian Maatsen         | 10 marzo 2002 (23 anni)    | 19    | 1    | Aston Villa        |
| 6  | C    | Youri Regeer        | 18 agosto 2003 (21 anni)   | 11    | 2    | Ajax               |
| 7  | A    | Million Manhoef     | 3 gennaio 2002 (23 anni)   | 19    | 6    | Stoke City         |
| 8  | D    | Anass Salah-Eddine  | 18 gennaio 2002 (23 anni)  | 11    | 0    | Roma               |
| 9  | A    | Noah Ohio           | 16 gennaio 2003 (22 anni)  | 16    | 8    | Utrecht            |
| 10 | C    | Kenneth Taylor      | 16 maggio 2002 (23 anni)   | 22    | 3    | Ajax               |
| 11 | A    | Ruben van Bommel    | 3 agosto 2004 (20 anni)    | 11    | 4    | AZ Alkmaar         |
| 12 | D    | Neraysho Kasanwirjo | 18 febbraio 2002 (23 anni) | 11    | 0    | Rangers            |
| 13 | D    | Rav van den Berg    | 7 luglio 2004 (20 anni)    | 3     | 1    | Middlesbrough      |
| 14 | D    | Wouter Goes         | 10 giugno 2004 (21 anni)   | 4     | 0    | AZ Alkmaar         |
| 15 | D    | Bjorn Meijer        | 18 marzo 2003 (22 anni)    | 7     | 2    | Club Bruges        |
| 16 | P    | Robin Roefs         | 17 gennaio 2003 (22 anni)  | 4     | 0    | N.E.C.             |
| 17 | A    | Ernest Poku         | 28 gennaio 2004 (21 anni)  | 8     | 0    | AZ Alkmaar         |
| 18 | C    | Ezechiel Banzuzi    | 16 febbraio 2005 (20 anni) | 5     | 1    | OH Lovanio         |
| 19 | A    | Thom van Bergen     | 6 gennaio 2004 (21 anni)   | 4     | 2    | Groningen          |
| 20 | C    | Antoni Milambo      | 3 aprile 2005 (20 anni)    | 2     | 0    | Feyenoord          |
| 21 | A    | Myron van Brederode | 6 luglio 2003 (21 anni)    | 13    | 1    | Fortuna Düsseldorf |
| 22 | C    | Luciano Valente     | 4 ottobre 2003 (21 anni)   | 2     | 1    | Groningen          |
| 23 | P    | Calvin Raatsie      | 9 febbraio 2002 (23 anni)  | 7     | 0    | Excelsior          |

### Ucraina
Commissario tecnico:  Unai Melgosa
Lista dei 23 convocati resa nota il 6 giugno 2025.
| N. | Pos. | Giocatore             | Data nascita (età)         | Pres. | Reti | Squadra         |
| -- | ---- | --------------------- | -------------------------- | ----- | ---- | --------------- |
| 1  | P    | Ruslan Neščeret       | 22 gennaio 2002 (23 anni)  | 25    | 0    | Dinamo Kiev     |
| 2  | D    | Kostjantyn Vivčarenko | 10 giugno 2002 (23 anni)   | 30    | 2    | Dinamo Kiev     |
| 3  | D    | Illja Krups'kyj       | 2 ottobre 2004 (20 anni)   | 9     | 0    | Vorskla         |
| 4  | D    | Taras Mychavko        | 30 maggio 2005 (20 anni)   | 4     | 1    | Dinamo Kiev     |
| 5  | D    | Artem Smoljakov       | 29 maggio 2003 (22 anni)   | 9     | 0    | Los Angeles FC  |
| 6  | C    | Volodymyr Bražko      | 23 gennaio 2002 (23 anni)  | 24    | 2    | Dinamo Kiev     |
| 7  | A    | Illja Kvasnycja       | 20 marzo 2003 (22 anni)    | 15    | 4    | Karpaty         |
| 8  | C    | Oleh Očeret'ko        | 25 maggio 2003 (22 anni)   | 26    | 4    | Karpaty         |
| 9  | C    | Nazar Vološyn         | 17 giugno 2003 (21 anni)   | 13    | 4    | Dinamo Kiev     |
| 10 | A    | Bohdan V"junnyk       | 21 maggio 2002 (23 anni)   | 33    | 8    | Lechia Danzica  |
| 11 | A    | Vladyslav Vanat       | 4 gennaio 2002 (23 anni)   | 13    | 4    | Dinamo Kiev     |
| 12 | P    | Heorhij Jermakov      | 28 marzo 2002 (23 anni)    | 3     | 0    | Oleksandrija    |
| 13 | D    | Volodymyr Saljuk      | 25 giugno 2002 (22 anni)   | 15    | 0    | Metalist        |
| 14 | D    | Eduard Kozik          | 19 aprile 2003 (22 anni)   | 5     | 0    | Kolos Kovalivka |
| 15 | D    | Vitalij Roman         | 15 aprile 2003 (22 anni)   | 15    | 1    | Ruch L'viv      |
| 16 | D    | Arsenij Batahov       | 5 marzo 2002 (23 anni)     | 36    | 3    | Trabzonspor     |
| 17 | C    | Jehor Jarmoljuk       | 1º marzo 2004 (21 anni)    | 14    | 1    | Brentford       |
| 18 | C    | Oleksandr Jacyk       | 3 gennaio 2003 (22 anni)   | 9     | 1    | Zorja           |
| 19 | C    | Anton Carenko         | 17 giugno 2004 (20 anni)   | 5     | 0    | Lechia Danzica  |
| 20 | C    | Vladyslav Veleten'    | 1º ottobre 2002 (22 anni)  | 5     | 1    | Kolos Kovalivka |
| 21 | C    | Maksym Braharu        | 21 luglio 2002 (22 anni)   | 30    | 2    | Dinamo Kiev     |
| 22 | C    | Valentyn Rubčyns'kyj  | 15 febbraio 2002 (23 anni) | 16    | 1    | Dinamo Kiev     |
| 23 | P    | Vladyslav Krapyvcov   | 25 giugno 2005 (19 anni)   | 0     | 0    | Girona          |